# José María Pasquini Durán
José María Pasquini Durán (Salta, 1939-Buenos Aires, 2010) fue un periodista argentino, escritor, editorialista, docente, analista político, militante por los derechos humanos y columnista del diario Página/12, que ayudó a fundar. 

## Trayectoria
Pasquini Durán ejerció el periodismo durante 50 años y se destacó en medios nacionales, como el diario La Opinión (en los años 1970), El Cronista Comercial, Atlántida y Clarín, e internacionales.
En 1960 comenzó a trabajar como redactor free lance en periódicos sindicales, entre los que se destacó el diario de la CGT de los Argentinos de Raimundo Ongaro, en cuya redacción fue compañero de Rodolfo Walsh. 
Fue prosecretario de redacción de la revista Panorama (editorial Abril).
Llegó a ser secretario de redacción del diario La Opinión, de Jacobo Timerman; El Periodista de Buenos Aires y Página/12, donde fue editorialista político desde su fundación en 1987.
Cuando en 1976 se instaló el Proceso, los censores militares junto con las empresas periodísticas expulsaron del circuito comunicacional a las voces disidentes. Tras recibir amenazas de vida, se exilia en Italia. Durante este período, se vio obligado al exilio, en Italia se desempeñó como director latinoamericano de la agencia Inter Press Service de Roma (IPS).

## Radio
Dirigió y condujo programas noticiosos en TV y radio.
En la  década del '80, con la recuperación de la democracia, LR3 Radio Belgrano puso en el aire programas renovadores como su Historias en estudio.

## TV
Fue veedor de la intervención a los canales de TV. Así lo recuerda Carlos Ulanovsky:

“El 13 de septiembre (1974), no le franquean la entrada (en Canal 13) a Mirtha Legrand y le comunican que su programa fue levantado (…) La coordinadora, Alicia Norton, se entera por José María Pasquini Durán, veedor de la Intervención de que el programa no va más”.

Pasquini Durán fue parte creativa de la miniserie Hombres en pugna, una rareza por ATC, encargada por un sector de militares deseoso de mostrar que en épocas difíciles como las de Juan Manuel de Rosas, con enfrentamientos entre unitarios y federales, podía haber acuerdos:

“Junto con José María Pasquini Durán y Roberto Cossa (también prohibido por la dictadura), los guionistas deben superar uno de los mayores desafíos: hablar de lo que les piden, pero utilizar todas las estrategias posibles para que el ojo del censor no vea lo que el del espectador sí. Los escritores trabajan sin descanso para ver cuánto pueden narrar sin que la censura intervenga mutilando los libros”.

## Académicas
Publicó libros, ensayos y fue docente en las universidades de La Plata y Buenos Aires. Cumplió actividades académicas en la Universidad de La Plata (UNLP) y en la Universidad de Buenos Aires (UBA). Pronunció conferencias y participó de seminarios en el país y en el exterior, durante los últimos treinta años. Trabajó en Bolivia, Colombia, Costa Rica, Cuba, Ecuador, Guyana, Italia, México, Nicaragua, Panamá, Perú y Venezuela.

## Consultorías
Fue consultor de: 
- UNESCO
- Sistema Económico Latinoamericano y del Caribe
- Pacto Andino
- Fondo de Población de las Naciones Unidas
- Asociación Mundial para la Comunicación Cristiana
- Consejo Latinoamericano de Iglesias

## Libros
Publicó libros y ensayos; entre ellos:
- Comunicación, El Tercer Mundo frente a las nuevas tecnologías, 1987
- Precisiones sobre la radio en Argentina –en coautoría con Washington Uranga-
- Ilusiones argentinas. Un relato de ideas. Ed. Planeta, Argentina, 1995
- Transiciones

## Premio
En 2007 recibió un Premio Konex - Diploma al Mérito por su trayectoria en el Análisis Político Escrito.

## Su muerte
Falleció de un paro cardiorrespiratorio, en la clínica porteña de la Trinidad, donde estaba internado desde dos días antes. Sus restos fueron velados en la Central de Trabajadores de la Argentina (CTA).

## Así escribía
“Hoy el país está fragmentado: el esfuerzo conservador de los años ’90 para crear una sociedad dual, pocos ricos y muchos pobres, terminó en esto, un inmenso delta de islas o ghettos habitados por una multitud de personas que tienen la sensación, o la vivencia práctica, de estar libradas a su suerte. Los insulares sobreviven en hábitat tan distintos entre sí que cada día es más difícil la interlocución entre ellos, el diálogo, la lengua común. En ciertas ocasiones, la exclusión, no sólo por la condición económica, es un profundo tajo de desintegración social y fuente de violencia con rencor, inexplicables para el sentido común. Desde el punto de vista de las ideas, esa condición social disgregada expresa la enorme frustración de los discursos predominantes en el siglo pasado, del socialismo al neoliberalismo. Cuando en 2001 se escucharon airados coros que pedían ‘que se vayan todos’ fue el momento en que la descomposición alcanzó a los partidos tradicionales, trastrocándolos hasta el punto que, en la actualidad, los que siguen derivando en la superficie son formas amorfas, adiposas, desconcertadas, sin identidades ideológicas definidas, con programas ambiguos que se acomodan para un lado o para el otro y un grado de atomización partidaria que si no fuera dramático sería grotesco. Setecientos partidos políticos compiten en el territorio nacional. Un disparate”.

 (6 de Febrero del 2010, Página 12)